# Melitta Sundström

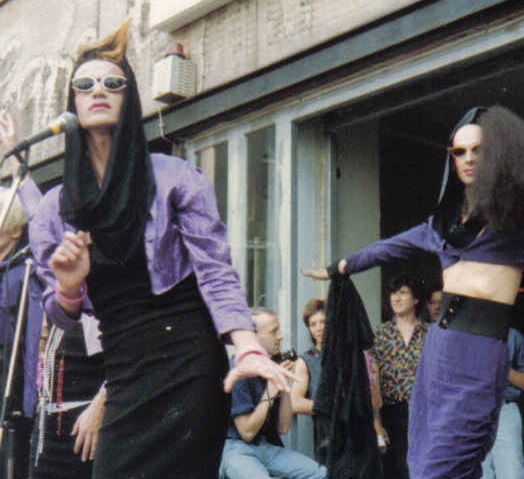
Melitta Sundström chante lors du défilé de mode de BeV StroganoV devant le Café Swing sur la Nollendorfplatz de Berlin-Ouest en 1987

Melitta Sundström, également connue sous le nom de Hanne Fisch, est une artiste allemande née le 31 octobre 1963 à Bad Kreuznach et morte le 8 septembre 1993 à Berlin. Travesti, militante de la lutte contre le VIH/sida, elle se produit dans les années 1980-1990 sur la scène du SchwuZ et se définit comme une Soul-Tunte (litt : tantouze de la soul).

## Biographie
Originaire de Bad Kreuznach, elle se fait un nom à Berlin-Ouest en tant que chanteuse de soul et Tunte. Avec Melitta Poppe, Chou-Chou de Briquette et BeV StroganoV, elle se produit à partir des années 1980 au SchwuZ, au Café Graefe et dans la troupe de théâtre Ladies Neid (dont fait également partie Tima die Göttliche). Elle fonde également une chorale de gospel à la fin des années 1980, et est dès lors surnommée la « Soul-Tunte blanche de Berlin ». Durant plusieurs années, elle écrit aux côtés de son amie Melitta Poppe pour différentes rubriques du magazine gay berlinois Siegessäule sous le pseudonyme de Hanne Fisch. 
Elle joue en 1987 le rôle principal masculin dans la pièce de théâtre Die Schönheit de Ronald M. Schernikau sur la scène du SchwuZ. À partir de 1990, elle fait se produit en solo dans les pièces Mein Kampf - Krämpfe einer Damendarstellerin (Mein Kampf - Convulsions d'une actrice féminine) et Ein Leben im Liegen (Une vie allongée), entre autres au BKA-Theater de Berlin et au Schmidt-Theater d'Hambourg.
Melitta Sundström apprend qu'elle est séropositive dès 1984 et en parle régulièrement dans ses spectacles et ses chansons. Lorsqu'elle entre en studio en 1993 pour enregistrer son premier CD « Sundström », elle est déjà gravement malade et est suivie dans le service sida de l'hôpital Auguste-Viktora de Berlin. Elle écrit à ce titre la phrase « Danke, danke, danke... an HIV. e.V., niemand hält die Wohnung sauberer. » (Merci, merci, merci... à l'association VIH, personne ne garde l'appartement plus propre) sur la pochette de son album. Elle meurt le 8 septembre 1993, quatre jours après la sortie du disque, des complications dues au sida, et est enterrée à Meisenheim en Rhénanie-Palatinat.

## Discographie
- Melitta Sundström, EP (1988)
- Sundström, CD (1993)

## Filmographie
- Bon Appetit, d'Ades Zabel, Teufelsberg Produktion (1988)
- Feuer unterm Arsch de Rosa von Praunheim (1990)

## Hommage

Enseigne du Café Melitta Sundström au 61 de la rue Mehringdamm à Berlin, en 2017

En mars 2013, le groupe social-démocrate (SPD) de l'arrondissement de Tempelhof-Schöneberg dépose une motion à l'assemblée de l'arrondissement pour que l'espace vert situé à l'angle de la Eisenacher Straße et de la Fuggerstraße soit nommé Melitta-Sundström-Platz. En octobre 2016, la commission culturelle examine la motion, mais le groupe SPD la retire, craignant de ne pas obtenir la majorité. Dans une proposition du groupe des Verts à l'assemblée du district de Friedrichshain-Kreuzberg visant à renommer plusieurs rues portant le nom de généraux prussiens, l'idée d'un « boulevard Melitta-Sundström » voit le jour en 2019.
Le Café Melitta Sundström au 61 de la rue Mehringdamm à Berlin-Kreuzberg rend également hommage à l'artiste et l'Ordre berlinois des Sœurs de la Perpétuelle Indulgence porte le nom de « Maison Archimère Sankta Melitta Iuvenis » (Melitta la Jeune en comparaison de Melitta Poppe) en son honneur.